# Trochammina
Trochammina, en ocasiones erróneamente denominado Trochamina, es un género de foraminífero bentónico de la subfamilia Trochammininae, de la familia Trochamminidae, de la superfamilia Trochamminoidea, del suborden Trochamminina, y del orden Trochamminida. Su especie tipo es Nautilus inflatus. Su rango cronoestratigráfico abarca desde el Carbonífero hasta la Actualidad.

## Discusión
Clasificaciones previas incluían Trochammina en el suborden Textulariina del orden Textulariida. Otras clasificaciones lo han incluido en el orden Lituolida.

## Clasificación
Se han descrito numerosas especies de Trochammina. Entre las especies más interesantes o más conocidas destacan:
- Trochammina albertensis
- Trochammina enouraensis
- Trochammina globigeriniformis
- Trochammina inflatus
- Trochammina proteus

Un listado completo de las especies descritas en el género Trochammina puede verse en el siguiente anexo.
En Trochammina se han considerado los siguientes subgéneros:
- Trochammina (Ammoanita), aceptado como género Ammoanita
- Trochammina (Ammodiscus), aceptado como género Ammodiscus
- Trochammina (Hormosina), aceptado como género Hormosina
- Trochammina (Insculptarenula), aceptado como género Insculptarenula
- Trochammina (Lepidoparatrochammina), también considerado como género Lepidoparatrochammina, pero considerado nomen nudum
- Trochammina (Remaneica), aceptado como género Remaneica